# 鬼武者
《鬼武者》是一款由卡普空在PlayStation 2、Xbox以及Windows等平台上推出的動作遊戲。游戏于2001年1月25日发售PlayStation 2平台，并在2002年发售Xbox平台（獨佔）《幻魔 鬼武者》，2003年由上海育碧在中国大陆發行《鬼武者》Windows平台中文版，同年臺灣由美商藝電發行。高清復刻版的PlayStation 4、任天堂Switch及Xbox One版本發行於2018年12月20日，Steam版則發行於2019年1月16日。由泥巴娛樂負責高清復刻版開發。本作为PlayStation 2首发系列开发出的游戏，也是PlayStation 2上首次发售超过百万的游戏，其后系列化。

## 故事大綱
故事背景描述于1560年的日本战国时代（安土桃山时代），那时日本处于军阀混战状态，民不聊生。在同一时间内，位于古歐洲空間、代表西方魔界的「幻魔一族」，企图实现其几千年以来征服凡界的野心。位于东方及处于战乱状态、怨气极重的日本，顺理成章地成为其目标。其侵略之计受到其宿敌高等文明一族「鬼之一族」发现及给与顽抗，幻魔族不甘示弱，选择利用日本军阀之中、实力最为强大的「織田信長」，来进行下一步的阴谋，趁信长死于非命之际，把他与其阵亡的部队幻魔化后重生，魔化后的信长更与幻魔王达成协议，以人类为祭品的条件来换取幻魔军团的援助，以便满足他征服全日本的野心，甚至整个凡界。
在十万火急的情况下，鬼之一族被迫挑选独一无二的侠义志士，来继承其传说中的「鬼武者」力量，来助其阻止幻魔的阴谋得逞。一位名為「明智左馬介秀滿」的热血青年，他正为信长得力部下明智光秀的侄子。当他試图从幻魔手中解救其戚妹「雪姬」的途中，糊里糊涂地被鬼族長老選中，继承了鬼之力量，展开了与幻魔漫长对抗的神奇一生，他与信长的宿世因缘也因此一触即发。

## 主要作品
- 鬼武者 （2001年1月25日。PS2、Windows）
  - 2001年12月20日「鬼武者 MEGA HITS!」
  - 2005年3月10日「鬼武者 PlayStation 2 the BEST」

## 主要登場人物
| 人物       | 配音演員 | 簡介                             |
| 明智左馬介 | 金城武   | 明智秀滿，實際存在的人物。       |
| 楓         | 高森奈緒 | 本遊戲原創人物。                 |
| 雪姬       | 岡村明美 | 織田信長的養女，實際存在的人物。 |
| 夢丸       | 津村真琴 | 日後的前田慶次，實際存在的人物。 |
| 織田信長   | 大塚明夫 | 日本戰國大名將，實際存在的人物。 |
| 木下藤吉郎 | 高木渉   | 日後的豐臣秀吉，實際存在的人物。 |